# Luigi Maria Gallo
Luigi Maria Gallo ist ein italienischer Filmregisseur und Drehbuchautor.
Gallo inszenierte 1993 den mit Finanzmitteln nach dem Artikel 28, der in den 1990er Jahren Italiens Filmproduktion unterstützen sollte, unterstützten Corsia preferenziale, die Geschichte dreier Musiker. Er hatte auch das Drehbuch geschrieben und produzierte das Werk. Nach vereinzelten Kinoeinsätzen wurde er 1995 im Fernsehen einer breiteren Öffentlichkeit gezeigt. Mario Merola spielte eine der Hauptrollen.